# Laurencella marikana
Laurencella marikana är en insektsart som beskrevs av Imré Foldi 1995. Laurencella marikana ingår i släktet Laurencella och familjen pärlsköldlöss. Inga underarter finns listade i Catalogue of Life.